# Butterfly (Danyel Gérard)
Butterfly is een liedje uit 1970 van de Franse schlagerzanger Danyel Gérard. Het nummer is overwegend Franstalig. In het refrein komen enkele Engelse zinnen voor als Butterfly, my Butterfly. Het lied stond in 1971 vijftien weken op nummer 1 in Duitsland. In 2000 en 2001 stond het nummer in de Top 2000.

## NPO Radio 2 Top 2000
| Nummer met noteringen in de NPO Radio 2 Top 2000 | '00  | '01  |
| ------------------------------------------------ | ---- | ---- |
| Butterfly                                        | 1660 | 1861 |

1. ↑  Een vetgedrukt getal geeft de hoogste notering aan.
2. ↑  2000 was het eerste jaar met een notering voor dit nummer.
3. ↑  Deze tabel is bijgewerkt tot en met de laatste editie (2024).